# 14702 Benclark
14702 Benclark eller 2000 AY242 är en asteroid i huvudbältet som upptäcktes den 7 januari 2000 av LONEOS vid Anderson Mesa Station. Den är uppkallad efter Benton C. Clark III.
Asteroiden har en diameter på ungefär 9 kilometer och den tillhör asteroidgruppen Eos.